# Intrapora variabilis
Intrapora variabilis is een mosdiertjessoort uit de familie van de Intraporidae. De wetenschappelijke naam van de soort is voor het eerst geldig gepubliceerd in 2008 door Ernst.